# Ctesias
Ctesias de Cnido (Caria) (en griego antiguo, Κτησίας, Ktếsias) fue un historiador y médico griego que nació alrededor del inicio de la segunda mitad del siglo V a. C.

## Biografía
Miembro de la familia de los Asclepiadas, se instaló en Cnido, polis de Asia Menor reputada por sus médicos. Fue hecho prisionero por los persas en un momento y situación indeterminados, y más tarde (por lo menos durante la batalla de Cunaxa en el año 401) pasó a servir como médico del rey persa Artajerjes II. Ctesias sirvió a los persas en las negociaciones que llevaron a la derrota de Esparta en la Batalla de Cnido (394 a. C.)
Diodoro Sículo y Juan Tzetzes indican que Ctesias estuvo diecisiete años al servicio de Artajerjes, y que volvió a su lugar natal en el 398 a. C., lo que sitúa el comienzo de su servicio en la corte persa en el 415. Diodoro precisa que se reunió con el Gran Rey después de haber sido hecho prisionero por los persas (cf. supra). Según cuenta Jenofonte, Ctesias acompañó a Artajerjes en la Batalla de Cunaxa, librada contra el hermano del rey: el príncipe Ciro el Joven. 
De regreso en Cnido alrededor del 395 a. C., Ctesias escribió Historia de los Persas o Pérsica, e Historia de la India o Índica, obras ambas perdidas. Ctesias murió después de su retorno a Cnido, en fecha desconocida.

## Pérsica(Historia de Persia)
El contenido de Pérsica (Περσικά) se puede reconstruir parcialmente por medio de un resumen (epítome) del sabio bizantino Focio, y por ser fuente de Diodoro Sículo y de la Vida de Artajerjes, de Plutarco. La Pérsica se divide en veintitrés libros, y cubre la historia del Imperio aqueménida hasta el 398 a. C. y de los imperios asirio y medo que lo precedieron. La escribió a partir de las notas tomadas durante su estancia en Persia. Su intención era que los griegos conocieran mejor a los persas, y en particular, corregir la visión que de ellos había transmitido Heródoto en su obra Historias.  
Según Diodoro Sículo (Biblioteca histórica, II, 32, 4), Ctesias se basó no sólo en su experiencia personal, sino también en los «pergaminos reales (basilikai diphterai), en los cuales, según una costumbre (nomos), los persas consignaban los hechos del pasado». Sin embargo, ninguna otra fuente documental o arqueológica corrobora la existencia de dichos archivos históricos.
La obra se compone de 23 libros, en una lengua teñida de dialecto jonio. Los seis primeros relatan la historia del país de los asirios del Imperio aqueménida. Los libros VII a XIII contienen la historia de Persia hasta Jerjes I, y los diez libros siguientes  prosiguen hasta la partida de Ctesias para volver a Cnido. Ctesias es aficionado a las anécdotas, y salpica su texto de pasajes dramáticos o extraordinarios. Por esta razón, Plutarco, en su Vida de Artajerjes, le acusa de tener 

repletos sus libros de un montón de disparates, de mitos increíbles y extravagantes.
I, 4

Su relato de Asiria, de Media y del origen del Imperio persa es considerado casi completamente ficticio; en este sentido, es mucho menos fiable que Heródoto, que escribió a mediados del siglo V a. C. En cambio resulta algo más útil para el período 450-398 a. C., siendo testigo de varios hechos que describe, como la batalla de Cunaxa (401 a. C.). Aun así hay que tomarlo con cautela, ya que es recurrente su tendencia a basarse en rumores del gineceo, y a la exageración de hechos y cifras.
Sólo se han conservado extractos de la obra, preservados por autores como Plutarco, Ateneo y Diodoro Sículo. Focio la resumió en parte.

## Índica (Historia de la India)
En Índica (Ἰνδικά/Indika), Ctesias describe el norte del país, las costumbres de sus habitantes, la fauna y la flora. Es una descripción completamente ficticia de las costumbres y la geografía de la India. Se trata más de investigaciones que de una historia en el sentido moderno del término. Al leer a Focio, la obra no posee un orden sistemático: Ctesias aborda un tema después de otro, al albur de su fantasía. Para él, la India es un país fantástico: recopila todos los relatos fabulosos que prefiere para cada tema. Así, dice:
- los «cinocéfalos» (literalmente, «cabeza de perro») — probablemente una mala interpretación de un comentario sobre las castas inferiores, obligadas a comer como los perros, y que parecen estar en el origen del mito de los leucrotas;
- el mantichoras (mantícora, especie de león con rostro humano, dotado de cola de escorpión);
- los esciápodos, individuos ocultos bajo la sombra de su pie, sin duda una mala comprensión de una práctica ritual de los sadhus.

A semejanza de la Historia de Persia, esta obra es principalmente conocida por las citas de Claudio Eliano y el epítome de Focio.

## Otras obras
Ctesias es autor de trabajos de los cuales solo se conoce el título:
- Sobre las montañas (Περὶ ὀρῶν/Perì orôn) y Sobre los ríos (Περὶ ποταμῶν/ Peri potamôn), citados por Plutarco;
- El viaje a Asia (Περίπλους Ἀσίας/Períplous Asías), mentado por Esteban de Bizancio;
- Las tribus de Asia (Περὶ τῶν κατὰ τὴν Ἀσίαν φόρων/Perì tôn katà tên Asían phórôn), tal vez un apéndice de Historia de Persia.

Se han conservado de estas obras fragmentos y extractos transmitidos por Focio y otros autores. Las recopilaciones han estado a cargo de: J.C.F. Baehr (1824), C. Müller (1844) y F. Jacoby (1958). Dominique Lenfant, en el 2004, ha publicado una edición con traducción y comentarios, dentro de la Collection des Universités de France (Les Belles Lettres).